# Pegfilgrastim
El pegfilgrastim, que se vende con el nombre comercial de Neulasta, entre otros, es un medicamento que se utiliza para tratar los niveles bajos de neutrófilos en pacientes que reciben quimioterapia o por envenenamiento por radiación. Sus beneficios son similares a los del filgrastim pero no es necesario administrarlo con tanta frecuencia. Se administra mediante inyección subcutánea. La presentación tiene un sistema de aplicación automático que se activa 27 horas después de finalizada la quimioterapia.

## Farmacología
El pegfilgrastim es una forma PEGilada de filgrastim, un factor estimulante de colonias de granulocitos (G-CSF por sus siglas en inglés) recombinante, unido a una molécula de polientilglicol. que aumenta la producción de glóbulos blancos por parte de la médula ósea. Se diferencia del G-CSF humano por no presentar el O-glicosilaco y tiene un grupo metionina N-terminal como resultado de la expresión bacteriana, pero igual que G-CSF, es capaz de ejercitar la misma functión inmunitaria. De esta manera, funciona reduciendo la duración y la incidencia de neutropenia febril y eventos relacionados con la infección en pacientes neutropénicos, movilizando células progenitoras de la sangre periférica y aumentando el contagio de los neutrófilos por la bacteria asaltante. 
El pegfilgrastim tiene una vida media de 15 a 80 horas, mucho más larga que el filgrastim (3 a 4 horas).

### Mechanismos de acción
El factor estimulante de colonias de granulocitos (G-CSF) es una glicoproteína que regula la producción y liberación de neutrófilos de la médula ósea. El pegfilgrastim es una forma de G-CSF de acción prolongada, con aclaramiento renal reducido. El pegfilgrastim y el filgrastim tienen un mecanismo de acción idéntico, que produce un marcado aumento en el recuento de neutrófilos circulantes en 24 horas, así como un aumento menor en los monocitos y/o linfocitos.
Al igual que con el filgrastim, los neutrófilos producidos en respuesta al pegfilgrastim tienen funciones normales o activadas, demostradas mediante ensayos de quimiotaxis y fagocitosis. Al igual que otros factores de crecimiento hematopoyéticos, el G-CSF ha demostrado propiedades estimulantes in vitro de las células endoteliales humanas. El G-CSF puede promover el crecimiento de células mieloides, incluidas las células malignas, in vitro y se han observado efectos similares en algunas células no mieloides in vitro.

### Farmacodinámica
El mejor momento para realizar la profilaxis con pegfilgrastim es un día después del primer ciclo de quimioterapia. Pegfilgrastim es la forma de acción prolongada de Filgrastim, es decir, requiere una sola aplicación por ciclo de quimioterapia. Puede aplicarse en diferentes circunstancias, por el propio servicio de oncología, en otros servicios de salud como atención primaria y secundaria, o por el paciente y su familiar La en el hogar después de haber sido capacitados para aplicarla.: 13 

## Efectos adversos
El efecto secundario más común es el dolor de huesos. Otros efectos adversos comunes incluyen trastornos digestivos, fiebre, dolor muscular y exantema. Otros efectos secundarios menos frecuentes incluyen la esplenomegalia y ruptura esplénica, infiltrados pulmonares y síndrome de dificultad respiratoria del adulto (SDRA), hepatomegalia y anafilaxia.

## Cultural y sociedad
El pegfilgrastim fue aprobado para uso médico en Estados Unidos, Europa y Australia en 2002. Está en la Lista de Medicamentos Esenciales de la Organización Mundial de la Salud. En Estados Unidos cuesta unos 6.200 USD por dosis a partir de 2021; aunque hay un biosimilar disponible a 3.800 USD por dosis. En el Reino Unido esta cantidad cuesta al NHS unas 410 libras.